# Сильфра
Сильфра (исл. Silfra) — рифт, расположенный в озере Тингвадлаватн в национальном парке Тингведлир в Исландии.
Является частью дивергентной границы между Северо-Американской плитой и Евразийской плитой.
Сильфра и долина Тингведлир образовались в результате последовательности тектонических сдвигов Евразийской и Северо-Американской плит. Каждый год плиты удаляются друг от друга на расстояние 2 см, что создает напряжение
между плитами и вышележащими слоями. Напряжение снимается в результате мощных землетрясений, происходящих примерно каждые десять лет. В ходе таких землетрясений в долине Тингведлир
формируются трещины и разломы. Сильфра является одним из крупнейших разломов и располагается на краю озера Тингвадлаватн.
Пещеры Сильфры образовались также в результате землетрясений.
Примерно в 50 км севернее озера Тингвадлаватн находится второй по величине ледник Исландии Лаунгйёкюдль. В прошлом воды тающего ледника стекали по реке в озеро. Несколько тысяч лет назад после извержения вулкана Скьяльдбрейдюр потоки лавы залили русло реки, после чего ледниковые воды
просачиваются под землю через поры в затвердевшей лаве. Таким образом, воде требуется от 30 до 50 лет, чтобы преодолеть 50 км до озера Тингвадлаватн. Такая вода становится пригодной для питья.
Прозрачные прохладные воды Сильфры привлекают любителей подводного плавания. Наибольшая глубина равна 63 м. Видимость составляет более 100 м.